# Malásia nos Jogos Olímpicos de Verão de 2016

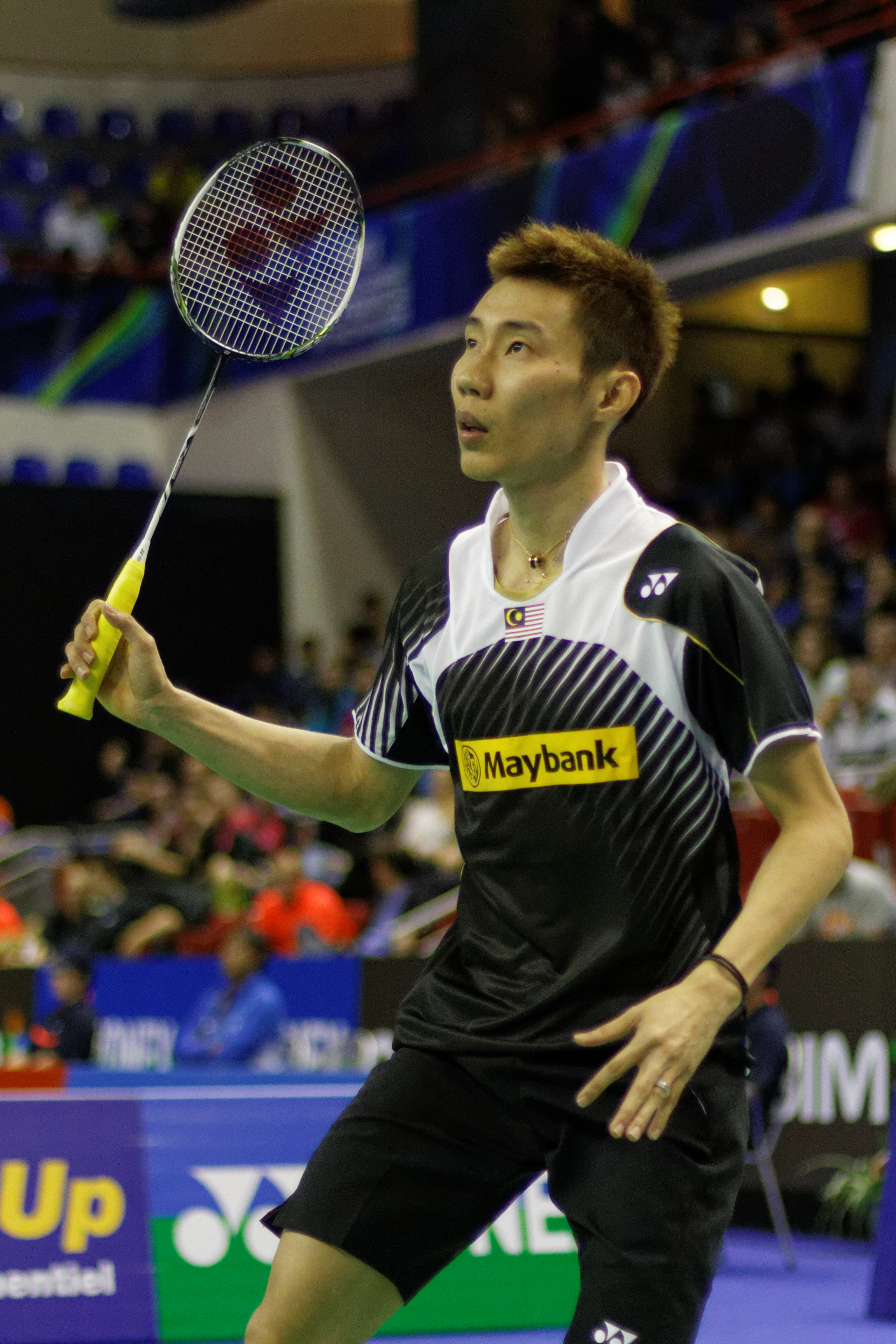
Aberto da França de 2016 Quartas de final de simples masculino. Lee Chong Wei vs Boonsak Ponsana.

Malásia participou dos Jogos Olímpicos de Verão de 2016, que foram realizados na cidade do Rio de Janeiro, no Brasil, entre os dias 5 e 21 de agosto de 2016.
A Malásia é forte no badminton, com seis pratas (três delas com Lee Chong Wei, em Pequim 2008, Londres 2012 e Rio 2016) e dois bronzes. 
As atletas Jun Hoong Cheong e Pandelela Rinong ganharam a medalha de prata no Salto ornamental Plataforma 10m sincronizada feminino no dia 9 de agosto de 2016, com a marca de 344.34.
Os atletas Peng Soon Chan e Liu Ying Goh ganharam a medalha de prata nas duplas mistas do Badminton no dia 17 de agosto de 2016, em disputa contra a dupla da Indonésia.
Os atletas Shem Goh e Wee Kiong Tan ganharam a medalha de prata nas duplas masculinas do Badminton, em disputa com a dupla chinesa. 
O atleta Lee Chong Wei ganhou a medalha de prata no Badminton simples masculino jogando contra o representante chinês Long Chen no dia 19 de agosto de 2016.
O atleta Azizulhasni Awang conquistou a medalha de bronze no Ciclismo de pista Keirin masculino com a marca de +0.085 no dia 16 de agosto de 2016. 

## Natação
| Atleta     | Prova       | Eliminatórias | Eliminatórias | Semifinal | Semifinal | Final       | Final       |
| Atleta     | Prova       | Tempo         | Pos.          | Tempo     | Pos.      | Tempo       | Pos.        |
| ---------- | ----------- | ------------- | ------------- | --------- | --------- | ----------- | ----------- |
| Welson Sim | 400 m livre | 3:51,57       | 34º           | —         | —         | Não avançou | Não avançou |

Legenda
| Recorde mundial      | Recorde mundial (World record)               |                       | Recorde africano                      | Recorde africano (African) |                                           | Q | Classificado por posição (Qualified) |
| Recorde olímpico     | Recorde olímpico (Olympic record)            | Recorde da América    | Recorde da América (Americas)         | q                          | Classificado por melhor tempo (Qualified) |   |                                      |
| Melhor marca do ano  | Melhor marca do ano (World leading)          | Recorde asiático      | Recorde asiático (Asian)              | DNS                        | Não largou (Did not start)                |   |                                      |
| Recorde nacional     | Recorde nacional (National record)           | Recorde europeu       | Recorde europeu (European)            | DNF                        | Não terminou (Did not finish)             |   |                                      |
| Recorde pessoal      | Recorde pessoal do atleta (Personal best)    | Recorde da Oceania    | Recorde da Oceania (Oceania)          | DSQ / DQ                   | Desclassificado (Disqualified)            |   |                                      |
| Recorde da temporada | Recorde da temporada do atleta (Season best) | Recorde sul-americano | Recorde sul-americano (South America) | NM                         | Sem marca (No mark)                       |   |                                      |